# Эштон, Джулиан
Джулиан Эштон (англ. Julian Rossi Ashton; 1851—1942) — австралийский художник и педагог британского происхождения. Наиболее известен как основатель Художественной школы Джулиана Эштона в Сиднее и оказал значительное влияние на движение импрессионистов в Гейдельбергской школы. Также был главным организатором выставки австралийского искусства (Exhibition of Australian Art in London) 1898 года в Лондоне — первой крупной международной выставки австралийского искусства.

## Биография
Родился 27 января 1851 года в Адлстоуне, графство Суррей, в семье американского художника-любителя Томаса Бриггса Эштона и его жены Генриетты, дочери графа Карло Росси, Сардинского дипломата (он был женат на сопрано-певице Генриетте Зонтаг).
Вскоре семья переехала в город Пензанс, Корнуолл, и жила в местечке Burley Grove. Отец Джулиана умер в 1864 году, и в 15 лет он начал работать инженерном в офисе железной дороги Great Western Railway (по другим данным Great Eastern Railway). Проработав на железной дороге в течение шести лет и используя всё своё свободное время для живописи в Южном Кенсингтоне, Эштон отправился в Париж продолжать своё образование и начал иллюстрировать книги. Также имел некоторый успех как художник, выставлялся в Королевской академии художеств и в других местах.
В 1878 году Эштон эмигрировал в Мельбурн, где по контракту с газетчиком David Syme иллюстрировал Illustrated Australian News. Прожив в Мельбурне пять лет, переехал в Сидней. В качестве попечителя Художественной галереи Нового Южного Уэльса он отстаивал интересы начинающих австралийских художников импрессионистской Гейдельбергской школы. Сам он известен многими своими картинами, в числе которых «Evening, Merri Creek» (1882), «A Solitary Ramble» (1888) и другие. Его портрет, который находится в Художественной галерее Нового Южного Уэльса, написал Джордж Ламберт.
В 1890 году Эштон основал Сиднейскую художественную школу (также известная как Художественная школа Джулиана Эштона), которую первоначально назвал Академия Джулиана, возможно, в связи с известной Академией Жюлиана в Париже. Это учебное заведение стало влиятельной художественной школой в Австралии, в котором обучались многие австралийские художники. После смерти Эштона школой управлял Генри Гиббонс, который вышел в отставку в 1960 году. Затем школой заведовали родственники Джулиана Эштона.
Умер 27 апреля 1942 года в местечке Bondi, пригород Сиднея, Новый Южный Уэльс, и был кремирован.
В 1930 году Джулиан Эштон был удостоен ордена Британской империи (CBE, командор).

### Семья
Джулиан Эштон был дважды женат:
- Первая жена (женился 1 августа 1876 года) — Mary Ann Pugh (умерла в 1900 году), от которой у него было четыре сына и дочь; сын Джулиан Говард Эштон (Julian Howard Ashton, 1877—1964), был журналистом, писателем, художником.
- Вторая жена (женился 8 сентября 1902 года) — Irene Morley (умерла в 1946 году).

Брат Эштона — Джордж Росси Эштон (George Rossi Ashton, род. 1857), был художником и женат на Blanche Brooke Coppin, дочери Джорджа Коппина.